# RBD
RBD là một nhóm nhạc pop Latinh người Mexico nổi tiếng nhờ telenovela Rebelde (2004–2006) của Televisa. Nó bao gồm Anahí, Dulce María, Maite Perroni, Alfonso Herrera, Christopher von Uckermann và Christian Chávez. Nhóm đã đạt được thành công quốc tế từ năm 2004 cho đến khi tan rã vào năm 2009 và đã bán được hơn 15 triệu đĩa trên toàn thế giới, trở thành một trong những nghệ sĩ nhạc Latinh bán chạy nhất mọi thời đại. Vào tháng 11 năm 2004, nhóm đã phát hành album phòng thu đầu tay mang tên Rebelde và đã đạt được thành công vang dội. Vào tháng 9 năm 2005, nhóm phát hành album thứ hai, Nuestro Amor, nhận được đề cử Giải Grammy Latinh đầu tiên tại lễ trao giải năm 2006. Năm 2006, nhóm phát hành album thứ ba, Celestial; đây là album đầu tiên của họ được phát hành đồng thời ở tất cả các quốc gia. Đĩa đơn chính của album, "Ser o Parecer", đã đứng đầu bảng xếp hạng Billboard Hot Latin Songs trong hai tuần liên tiếp. Cùng năm đó, nhóm đã phát hành album thứ tư và dự án tiếng Anh đầu tiên có tên Rebels. Năm 2007, nhóm đã phát hành album thứ năm Empezar Desde Cero, được đề cử tại Giải thưởng Grammy Latinh. Năm 2009, nhóm đã phát hành album thứ sáu và cũng là album cuối cùng của họ, Para Olvidarte De Mí.
RBD chính thức thành lập vào ngày 30 tháng 10 năm 2004 và thông báo vào ngày 15 tháng 8 năm 2008 qua một thông cáo báo chí rằng họ sẽ tan rã vào ngày 10 tháng 3 năm 2009. Vào tháng 9 năm 2020, ban nhạc thông báo họ sẽ tái hợp thông qua một buổi biểu diễn trực tuyến vào tháng 12, bốn thành viên ban đầu đã trở lại: Maite Perroni, Anahí, Christopher von Uckermann và Christian Chávez. Gần ba năm sau, vào ngày 19 tháng 1 năm 2023, họ thông báo rằng tất cả các thành viên sẽ trở lại cho một chuyến lưu diễn duy nhất mang tên Soy Rebelde Tour, ngoại trừ Alfonso Herrera.

## Lịch sử hoạt động

### 2004–2005:RebeldevàNuestro Amor

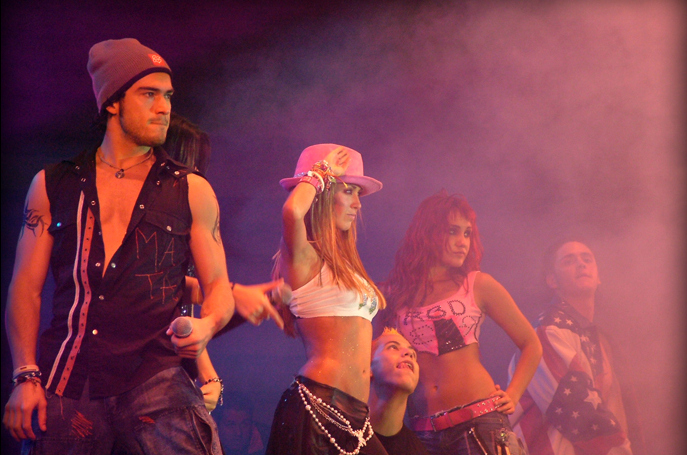
Ban nhạc biểu diễn ở Tijuana trong Tour Generación RBD năm 2005.

RBD (viết tắt của "ReBelDe") được thành lập vào ngày 30 tháng 10 năm 2004, sau buổi ra mắt bộ phim truyền hình dài tập Rebelde của Mexico (do Pedro Damian sản xuất và chuyển thể từ tác phẩm gốc Rebelde Way của Cris Morena tại Argentina). Các thành viên là Anahí, Alfonso Herrera, Dulce María, Christopher von Uckermann, Maite Perroni và Christian Chávez. Ban nhạc đã phát hành đĩa đơn đầu tay của họ, "Rebelde", đúng một tháng trước khi nhóm chính thức thành lập, vào ngày 30 tháng 9. Album đầu tay cùng tên của họ được phát hành vào ngày 11 tháng 11 năm 2004, bởi EMI. Cả bốn đĩa đơn trong album đều là những bản hit số một tại Mexico.
Rebelde bán rất chạy ở Hoa Kỳ, đạt vị trí thứ 95 trên bảng xếp hạng Billboard 200 và vị trí thứ hai trên bảng xếp hạng Album nhạc Latinh. Vào tháng 7 năm 2005, một CD/DVD trực tiếp, Tour Generación RBD En Vivo, đã được phát hành. CD/DVD ghi lại chuyến lưu diễn của họ quanh Mexico bao gồm 45 buổi hòa nhạc cháy vé trên khắp đất nước, trong đó có mười sáu buổi ở Thành phố Mexico. Tại Tây Ban Nha, Rebelde đã dành năm tuần đứng đầu bảng xếp hạng và được chứng nhận 3× Bạch kim vì đã bán được hơn 240.000 bản. Với thành công của bộ phim truyền hình này, nhóm đã tận dụng khoảng thời gian tạm dừng giữa mùa đầu tiên và mùa thứ hai để phát hành album thứ hai Nuestro Amor vào ngày 22 tháng 9 năm 2005. Album này đã lập kỷ lục doanh số mới tại Mexico khi bán được 127.000 bản vào ngày phát hành và 160.000 bản trong tuần đầu tiên. Tại Hoa Kỳ, album này đứng đầu bảng xếp hạng Album nhạc Latinh trong ba tuần và đạt vị trí thứ 88 trên Billboard 200.

### 2006–2007:CelestialvàRebels
Vào đầu năm 2006, nhóm đã đi lưu diễn khắp Hoa Kỳ lần đầu tiên, được thu âm và phát hành dưới dạng CD/DVD vào tháng 4 năm 2006, có tựa đề Live in Hollywood. Album này đạt vị trí thứ sáu trên bảng xếp hạng Album Latinh. Vào tháng 5 năm 2006, nhóm đã phát hành phiên bản tiếng Bồ Đào Nha của Nuestro Amor, có tên là Nosso Amor Rebelde, nhắm vào thị trường Brasil. RBD được đề cử Giải Grammy Latinh năm 2006 ở hạng mục Album nhạc Pop xuất sắc nhất của nhóm hoặc song ca cho ca khúc Nuestro Amor. Vào tháng 11 năm 2006, nhóm phát hành album thứ ba, Celestial. Album ra mắt ở vị trí thứ 15 trên Billboard 200 với hơn 137.000 bản được bán ra tại Hoa Kỳ trong tuần đầu tiên. Album đã tạo ra ba đĩa đơn ăn khách, "Ser o Parecer", "Celestial" và "Bésame sin miedo". Một tháng sau, vào tháng 12 năm 2006, phiên bản tiếng Bồ Đào Nha của album được phát hành cho thị trường Brasil có tên Celestial (Versão Brasil).

### 2008–2009:Empezar Desde CerovàPara Olvidarte De Mí

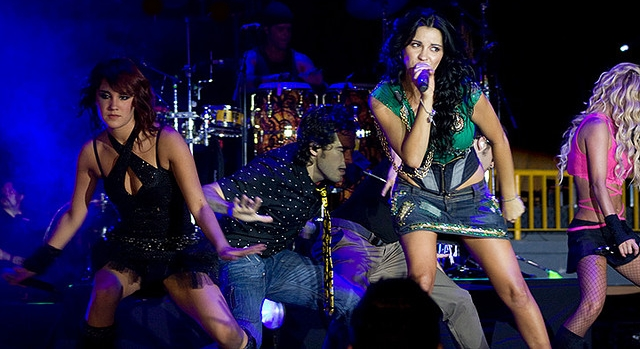
RBD trong Empezar Desde Cero World Tour, năm 2008.

Vào ngày 2 tháng 3 năm 2007, Chávez tiết lộ mình là người đồng tính sau khi những bức ảnh chụp cảnh anh kết hôn với một người đàn ông khác ở Canada được phát hiện. Trong một lá thư trên trang web của nhóm, anh đã yêu cầu người hâm mộ thông cảm và chấp nhận. Đầu năm 2007, nhóm bắt đầu tập luyện cho chuyến lưu diễn sắp tới mang tên Tour Celestial, bắt đầu tại Ecuador vào ngày 20 tháng 4 năm 2007. Vào ngày 28 tháng 5 năm 2007, Donald Trump đã mời nhóm biểu diễn ba bài hát tại đêm chung kết Hoa hậu Hoàn vũ 2007 tại Thành phố Mexico. "RBD Day" đầu tiên trên toàn thế giới được tổ chức vào ngày 4 tháng 10 năm 2007. Nhóm đã kỷ niệm ngày này với người hâm mộ tại Houston, Texas. Trong buổi họp báo, họ đã xác nhận rằng album thứ năm của họ sẽ có tựa đề Empezar Desde Cero, do Carlos Lara và Armando Ávila sản xuất. Empezar Desde Cero được phát hành vào ngày 20 tháng 11, ra mắt ở vị trí số một trên bảng xếp hạng Album Latin của Billboard và lọt vào top mười ở nhiều quốc gia như Brasil và Mexico.
Vào tháng 4 năm 2008, nhóm đã biểu diễn tại một buổi hòa nhạc ở thủ đô của Brasil. Buổi hòa nhạc miễn phí được tổ chức tại công viên chính của thành phố và có 500.000 người hâm mộ tham dự. Vào ngày 15 tháng 8 năm 2008, nhóm đã thông báo qua một thông cáo báo chí rằng họ sẽ tan rã vào năm 2009. Para Olvidarte De Mí là album thứ sáu và cũng là album cuối cùng được phát hành bởi nhóm. Album này được mở đầu bằng đĩa đơn duy nhất "Para Olvidarte De Mí". Vào ngày 2 tháng 12 năm 2009, DVD buổi hòa nhạc trực tiếp, Tournée do Adeus, được ghi hình tại São Paulo đã được phát hành, bao gồm buổi biểu diễn cuối cùng của nhóm tại Brasil.

### 2023: Soy Rebelde Tour
Vào ngày 19 tháng 1 năm 2023, nhóm – ngoại trừ Alfonso Herrera – đã công bố chuyến lưu diễn nhân kỷ niệm gần 20 năm kể từ khi bắt đầu sextet, lần này, họ sẽ biểu diễn lần đầu tiên với tư cách là một nhóm ngũ tấu. Mang tên Soy Rebelde Tour, chuyến lưu diễn bắt đầu vào tháng 8 năm 2023 tại Hoa Kỳ và kết thúc vào ngày 21 tháng 12 cùng năm tại Mexico. Tính đến tháng 12 năm 2023, chuyến lưu diễn đã trở thành chuyến lưu diễn có doanh thu cao thứ hai mọi thời đại của một nghệ sĩ Latin với hơn 230 triệu đô la Mỹ doanh thu phòng vé.

## Danh sách đĩa nhạc
- Rebelde (2004)
- Nuestro Amor (2005)
- Celestial (2006)
- Rebels (2006)
- Empezar Desde Cero (2007)
- Para Olvidarte De Mí (2009)

## Lưu diễn
- Tour Generación RBD (2005–07)
- Celestial Tour (2007)
- Empezar Desde Cero Tour (2008)
- Tour del Adiós (2008)
- Soy Rebelde Tour (2023)